# Giovanni Diodati
Giovanni Diodati o Deodati (Ginebra, 6 de junio de 1576 - íd., 3 de octubre de 1649) fue un teólogo protestante italiano. Fue el primero en traducir la Biblia  al italiano desde las fuentes originales en hebreo y griego antiguo.

## Biografía

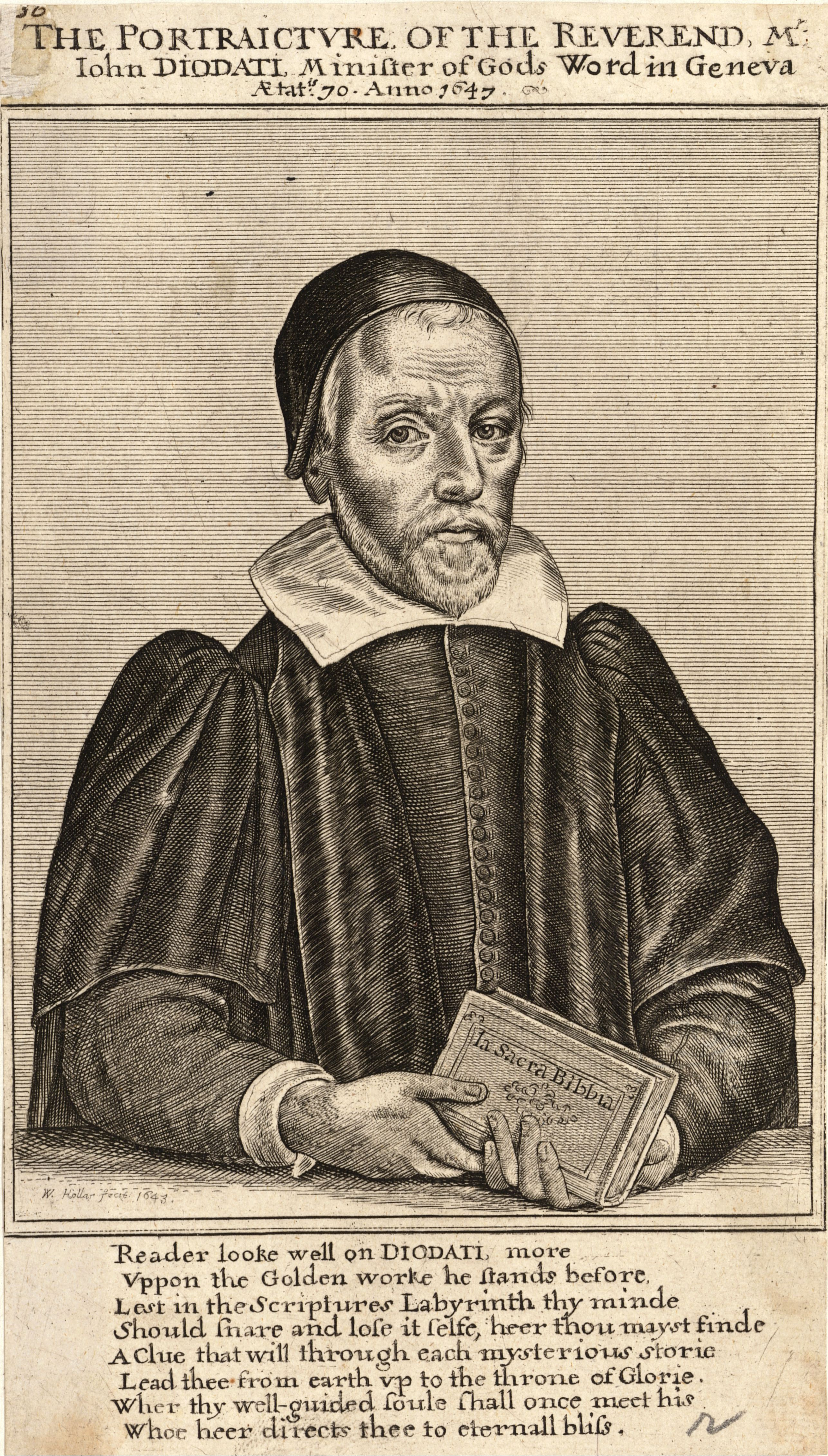
Grabado de Diodati por Wenceslas Hollar (1647).

Descendía de una familia noble antiquísima y originaria de Lucca, muy prestigiosa (el padre de Diodati, Carlo, fue apadrinado en su bautismo por el mismísimo emperador Carlos V). Durante la estancia de Pietro Martire Vermigli en la ciudad se convirtieron todos al protestantismo. A causa de los negocios comerciales del padre la familia se trasladó a Lyon y allí entraron en contacto con los hugonotes o protestantes calvinistas franceses. Sin embargo, la persecución desatada contra ellos los obligó a trasladarse a Ginebra en 1567. Allí estudió Teología con Teodoro de Beza, discípulo y sucesor de Juan Calvino en la ciudad, y más tarde hebreo y arameo en la Academia alemana de Herborn. A la edad de 19 años se doctora en Teología y con solo veintiún años es nombrado profesor de hebreo en la Universidad por recomendación de éste. En 1606 enseñaba Teología y en 1607 publicó la primera edición de su Biblia completamente traducida al italiano, con notas sencillas, que más adelante, en 1641, reeditaría por segunda vez revisada y con más notas; esta traducción es la que hasta hoy usan la mayoría de los protestantes italianos. 
Al año siguiente de imprimir su versión, en 1608, se convirtió en pastor o «ministro de parroquia» en Ginebra. En los años siguientes sustituyó al mismo Beza como profesor de Teología. Se cuenta que como predicador era elocuente y valeroso y tuvo un alto puesto entre los reformistas de Ginebra, de forma que fue enviado como misionero a Francia en 1614. Antes había estado en Italia con similares intenciones cerca de Paolo Sarpi, quien había intentado sin éxito impulsar la Reforma protestante conspirando en la República de Venecia contra el Papa. Entre 1618 y 1619 participó en el Sínodo de Dort e intervino en muchas de sus deliberaciones, siendo uno de los seis designados para informar sobre su progreso. Era un calvinista sólido, totalmente entregado a condenar el Arminianismo. Tras su edición de la Biblia en italiano trabajó para revisar la versión francesa de Pierre Robert Olivétan, editándola con sus correcciones en 1643. En 1645 renunció a su cátedra y murió en Ginebra el 3 de octubre de 1649.

## Obras
Diodati es principalmente autor de la traducción de la Biblia al italiano (Ginebra: Jean des Tournes, 1607; 2.ª ed. 1641). También emprendió la revisión de la traducción al francés de Pierre Robert Olivétan, y este trabajo fue publicado con notas en 1644.
Se le debe igualmente una traducción versificada incompleta del Psalterio reformado en italiano y unos retoques a los salmos o psalmos versificados del Psalterio de Ginebra.
Entre otras obras, destacan:
- Sus Annotationes in Biblia (1607) cuya traducción inglesa (Pious and Learned Annotations upon the Holy Bible) fue publicada en Londres en 1658.

- Diversos tratados polémicos:
- De fictitio Pontificiorum Purgatorio (1619),
- De justa secessione Reformatorum ab Ecclesia Romana (1628),
- De Antichristo, etc.

Publicó igualmente la traducción francesa de la  Historia del concilio de Trento de Paolo Sarpi, y la Account of the State of Religion in the West de Edwin Sandys.

## Curiosidades
Uno de sus descendientes adquirió la villa Diodati, una mansión cerca del lago Lemán donde se reunieron en 1816 para pasar sus vacaciones Lord Byron, P. B. Shelley, Mary Shelley y John William Polidori.